# Trabant

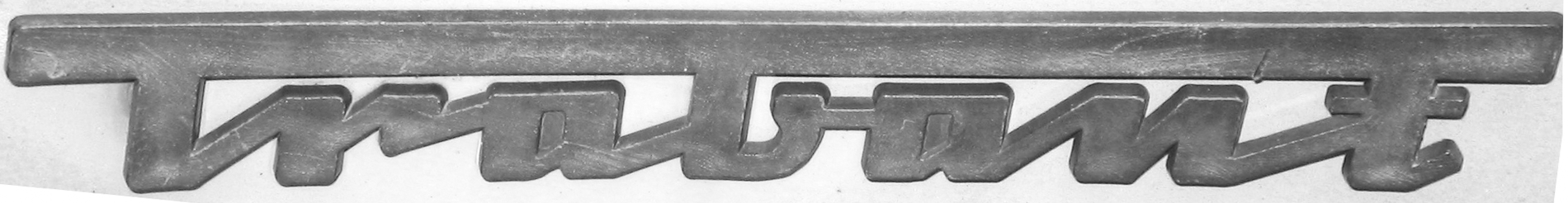
Logo Trabantu

Trabant je jedna ze značek automobilů vyráběných v minulosti automobilkou Sachsenring v saském městě Cvikov. V předválečném období patřila továrna automobilce Horch, která se zabývala výrobou luxusních vozidel. Po válce vyráběla lidový model Trabant s dvoutaktním motorem a karosérií z ocelového plechu a povrchovými panely z duroplastu (dnes reaktoplast), který se stal jedním ze symbolů NDR.

## Původ

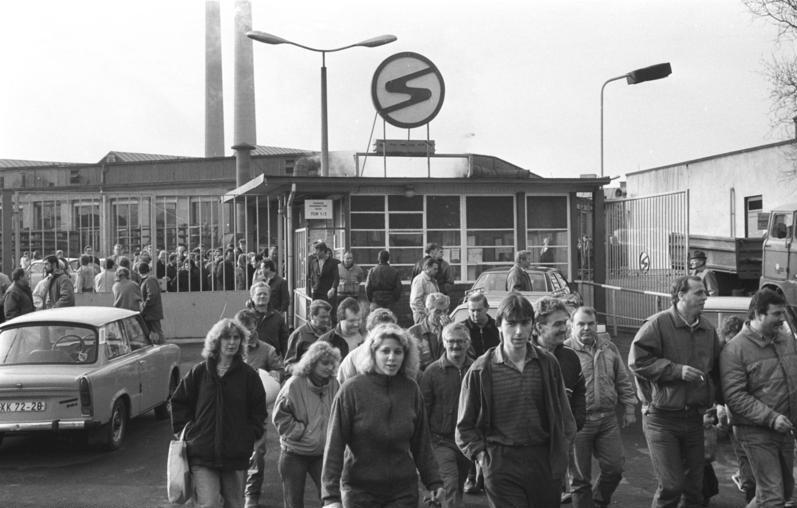
Továrna se znakem ve Cvikově

Po 2. světové válce se továrna na automobily Horch nacházela v okupační zóně kontrolované SSSR. V rámci poválečných reparací si Sověti odvezli nezničené vybavení továren a vzniklé NDR zbylo většinou poškozené zařízení a prázdné haly. Automobilka Horch byla znárodněna, přejmenována na Volkseigener Betrieb (VEB) Kraftfahrzeug-und Motorenwerke Zwickau a převzala výrobu traktorů a jiných zemědělských strojů. Později se závod sloučil s bývalými závody Audi a pod názvem VEB Sachsenring Automobilwerk Zwickau vyráběl automobily Trabant. Krátkou dobu i vozy IFA F8 a IFA F9 vycházející z předválečného DKW F8. Jejich výroba byla brzy přesunuta do AWE v Eisenachu. Tam se začal od roku 1956 vyrábět z nich vycházející automobil pojmenovaný podle blízkého hradu Wartburg.
Ve Zwickau se od roku 1955 vyráběly luxusní automobily s označením P240 Sachsenring. Tyto vozy byly určeny zejména pro prominentní představitele NDR a byly z nich vytvořeny i otevřené modely pro vojenské přehlídky. Výraznějšího rozšíření jako reprezentační vozy států RVHP ale po srovnávacích zkouškách nedosáhly. Aby vláda NDR zastavila houfný útěk obyvatel přes ještě otevřené hranice do NSR, kde poválečný hospodářský zázrak zvýšil životní úroveň a postavil obyvatelstvo na čtyři kola, dala po potlačení Východoněmeckého povstání v duchu své politiky přednost vývoji levného malého lidového vozu.

## Vývoj

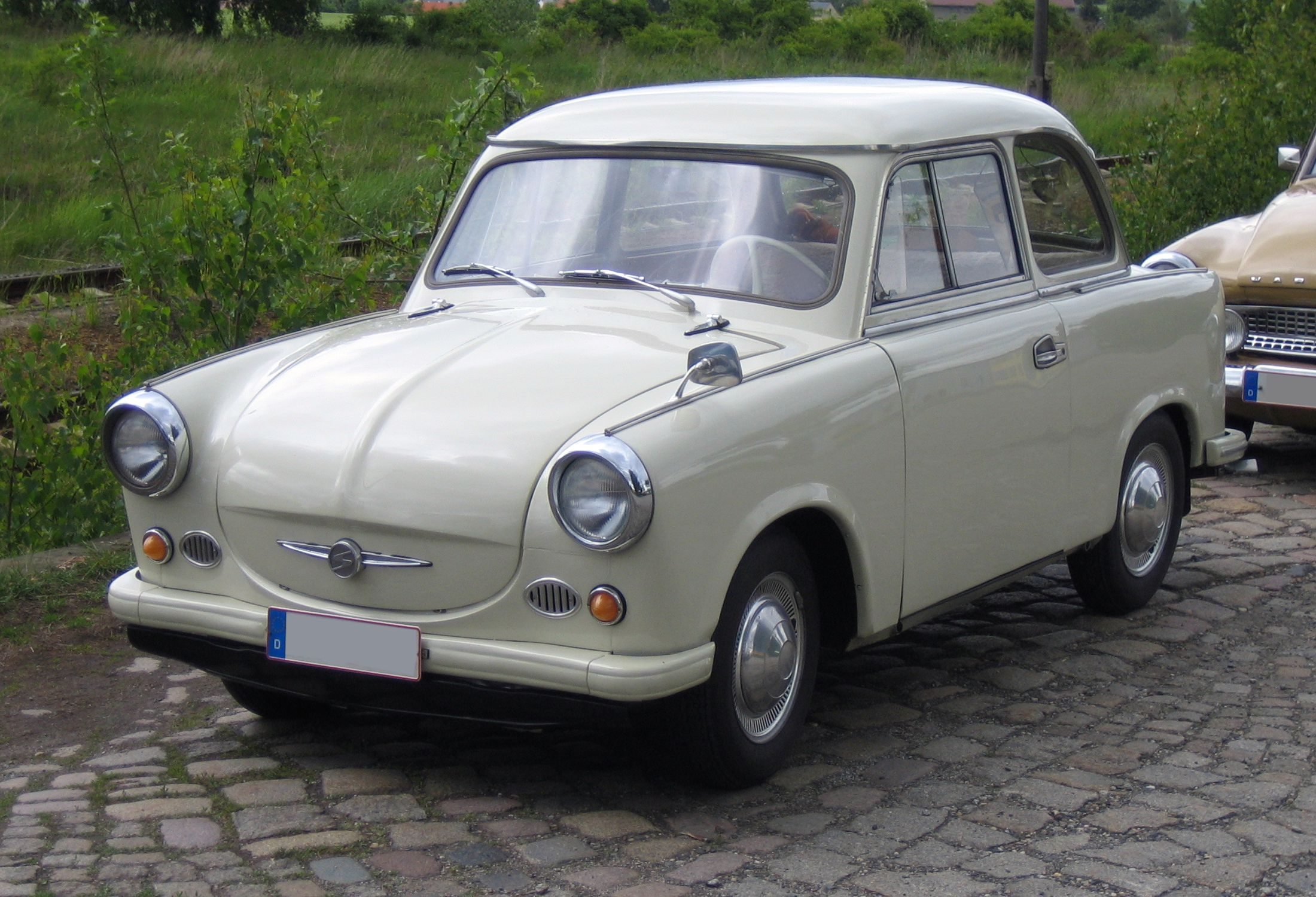
Trabant P50 (1957–1962)

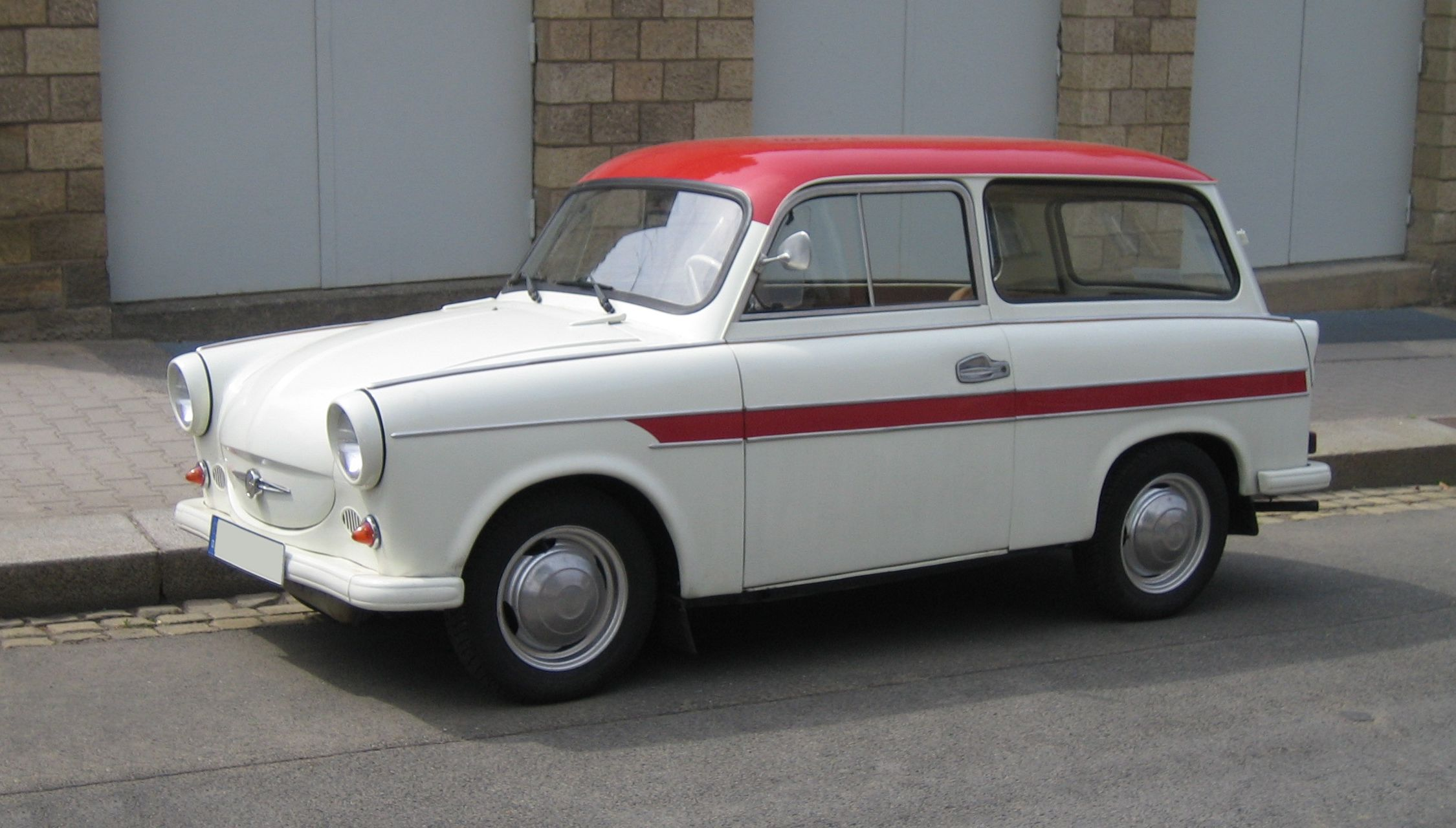
Trabant 600 (1962–1965)

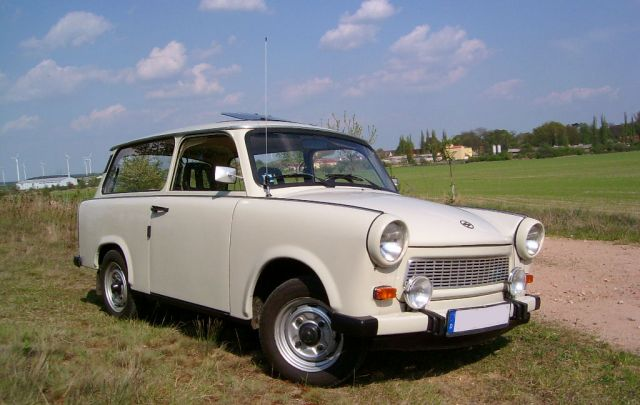
Trabant 601 (1964–1990)

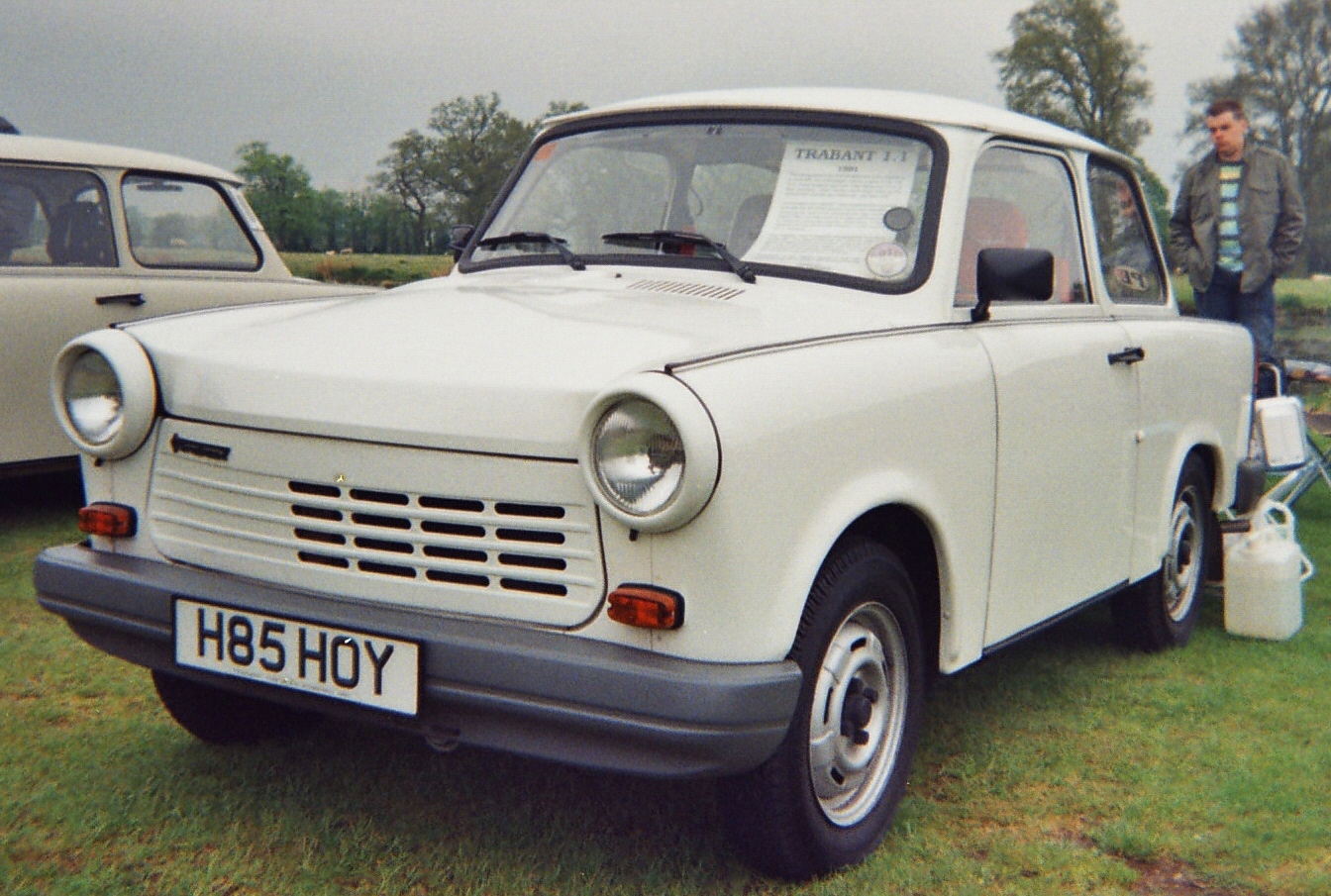
Trabant 1.1 (1990–1991)

Předchůdce Trabantu s označením AWZ (Automobilwerk Zwickau) P70 vyráběný v letech 1955–1959 byl postaven na zkráceném základě IFA F8 a poprvé použil části karoserie z Duroplastu, který se stal pro Trabant typický. Šetřil hlubokotažné ocelové plechy, kterých se východu Německa po připojení německého Slezska k Polsku nedostávalo, sotva Západní blok po sovětské blokádě Západního Berlína vyhlásil na jejich vývoz embargo. Karoserie z Duroplastu ale vyžadovala mnoho ruční práce. Shodnou výrobu už za dob Třetí říše vyvíjela DKW pro typ, který měl být větší a pohodlnější, ale přesto levnější než lidový Volkswagen (východoněmeckými trabantisty překřtěný na Westwagen). Trabant byl inspirován konstrukcí západoněmeckého vozu Lloyd LP 300/400 z roku 1950, který poháněl také vzduchem chlazený dvoudobý dvouválec uložený vpředu napříč s převodovkou. První LP 300 měly dřevěnou karoserii potaženou syntetickou kůží.

## Výroba
Na den 40. výročí Velké říjnové socialistické revoluce a měsíc po vypuštění sovětské družice Sputnik, 7. listopadu 1957, sjelo z výrobního pásu 50 kusů ověřovací série modelu pojmenovaného Trabant (německy souputník, satelit) P50. Jeho sériová výroba začala v létě 1958. Od roku 1959 byl znám podle objemu motoru pod označením Trabant 500. Až koncem roku 1959 byla ukončena výroba typu P70, který se vyráběl i jako pohledné kupé určené zejména pro západní trh jako zdroj nedostatkových valut, stejně jako většina Trabantů 500. V 50. letech se vyrovnaly konkurenci západní Evropy.
V roce 1962 byl představen Trabant 600 (P60) se zvětšeným zdvihovým objemem, který se od P50 mnoho nelišil. V roce 1964 byla karoserie přepracována výrazněji. Výsledný Trabant 601 byl přesto zastaralý. Jen s malými změnami se vyráběl až do července 1990. Například až v roce 1977 dostal elektrické ostřikovače čelního skla, roku 1980 dvouokruhové brzdy a v roce 1984 kontrolku benzínu na přístrojové desce – vše halasně vyzdvihovala média NDR. Minimální inovace snižovaly prodejnost na západě. Přivítali to východoněmečtí motoristé, mírně se jim zkrátilo dlouhé čekání na vůz. Pokles západních tržeb vyrovnaly půjčky v tvrdé měně od západního Německa.
V době vzniku byl Trabant 601 velmi progresivním vozem. Jako první byl ve velkých sériích vyráběn z plastů. Poháněl ho jednoduchý dvoudobý, vzduchem chlazený dvouválcový motor o výkonu až 26 koních vyžadující minimální údržbu stejně jako vůz. Nejen díky nenákladné pracovní síle dané pracovní povinností NDR byl tak levnější než západní konkurenti, přestože poskytl více prostoru – při nákladech provozu motocyklu se sajdkárou a návěsným vozíkem, ovšem jen s mírně vyšším komfortem. Dosahoval nízké maximální rychlosti a zrychlení. Vyjma levného, lehkého a snadno vyměnitelného motoru produkujícího oblaka namodralého kouře a značný hluk měl vysokou životnost. Dal se opravit jednoduchým nářadím. Vybaven byl čtyřstupňovou synchronizovanou převodovkou s volnoběžkou. Na přání byla montována poloautomatická spojka Hycomat. K dostání byl v NDR po dlouhých letech čekání nebo okamžitě jako na západě, ale za západní měnu, ve třech stupních výbavy („Standard“, „S“ a „de Luxe“) a dvou variantách – tudoru Limousine a kombi Universal. Drobně byla vyráběna nenáročná verze se střechou a dveřmi z plátna používaná Národní lidovou armádou, lesníky a zemědělci. Později se pod označením Tramp vyvážela i na západ. Zvýšila permanentně nedostatečnou produkci Trabantu, jehož prodejní cena v NDR v posledních letech ani nepokryla výrobní náklady (pro manuální náročnost výroby na zastaralém zařízení, čemuž odpovídala i kvalita). Potřeba motorizace lidu NDR i tak stavěla Trabant vysoko nad nákladnější Wartburg (odebíraný především státními složkami nebo vyvážený) a skromný dovoz ze států RVHP.
Vývojové práce na nástupci jak z technických (neúspěch i v NDR licenčně vyvíjeného Wankelova motoru a nedostupnost vhodného čtyřdobého motoru, aby zvýšil prodej na západě), tak politických důvodů (nástup Ericha Honeckera zinscenovaný SSSR k moci a zintenzivnění zbrojení, což omezilo nearmádní investice), nepřekročily stadium prototypů.
V ČSSR se Trabant prodával od roku 1963 v Mototechně. Dovoz byl ukončen v roce 1984 pro ztrátu způsobilosti k provozu na československých komunikacích.
V letech 1990–1991 se do Trabantu 1.1 montoval vodou chlazený čtyřtaktní motor Volkswagen Polo (1,05 l, 34 kW), který byl tišší a čistší. Současně proběhlo drobné omlazení karoserie. Výraznou změnou byla i řadicí páka na podlaze, kotoučové brzdy vpředu a přemístění palivové nádrže do zadní části vozu, aby při havárii nevytékala na rozpálený motor a nepůsobila požár. Pod označením Trabant 1.1 se vyráběl paralelně s modelem 601. Špatná ekonomická situace automobilky a nezájem o její vozy po znovusjednocení Německa způsobily, že 30. dubna 1991 sjel z výrobních pásů ve Zwickau vůbec poslední Trabant.
Od roku 2007 se uvažovalo o obnovení výroby. Nový Trabant nT s elektromotorem měl být k prodeji nejdříve v roce 2012. Jeho cena by však byla příliš vysoká, aby se zaplatila výroba.

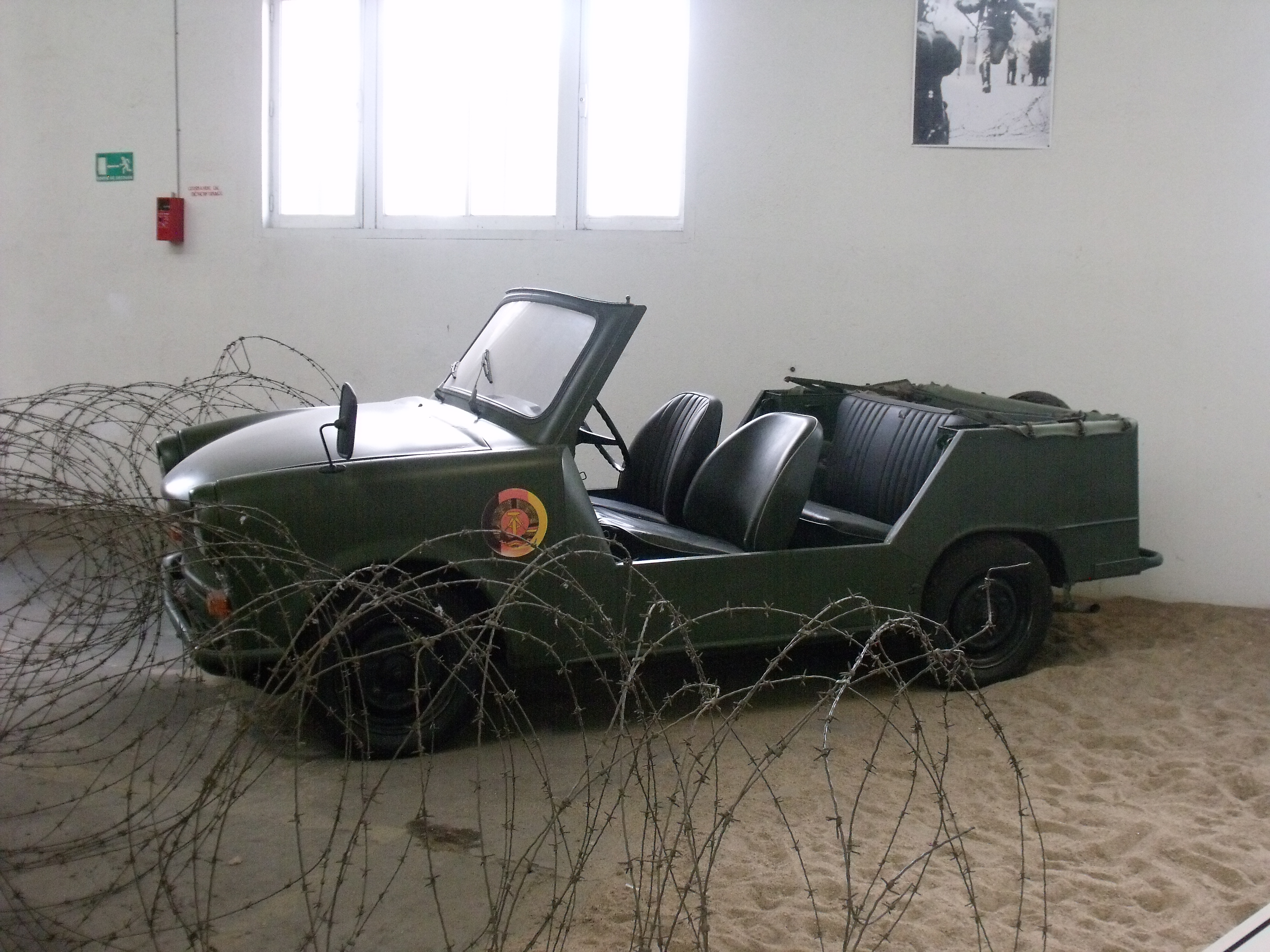
Trabant 601 Kübel v barvách Volkspolizei
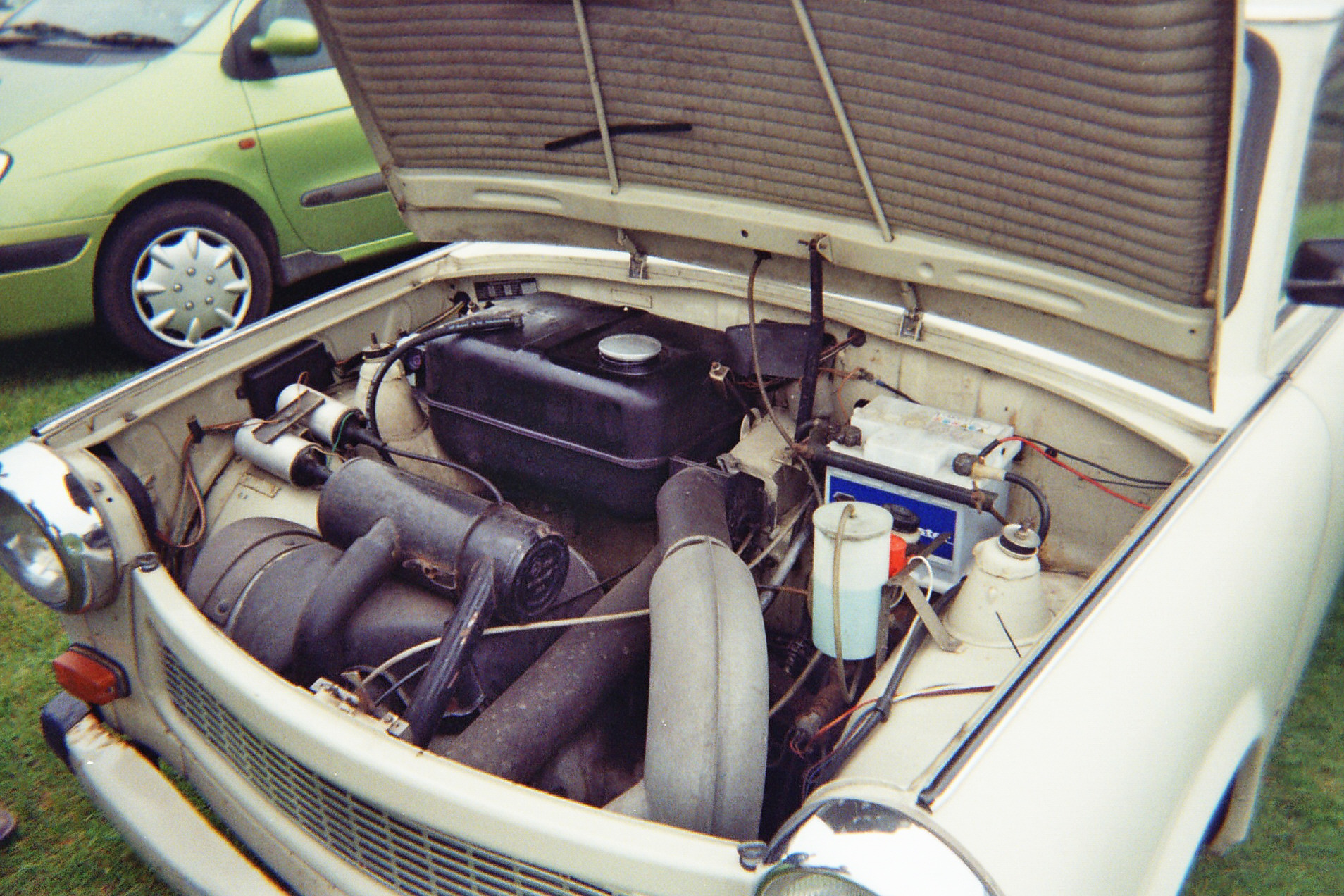
Dvoudobý vzduchem chlazený motor Trabantu 601
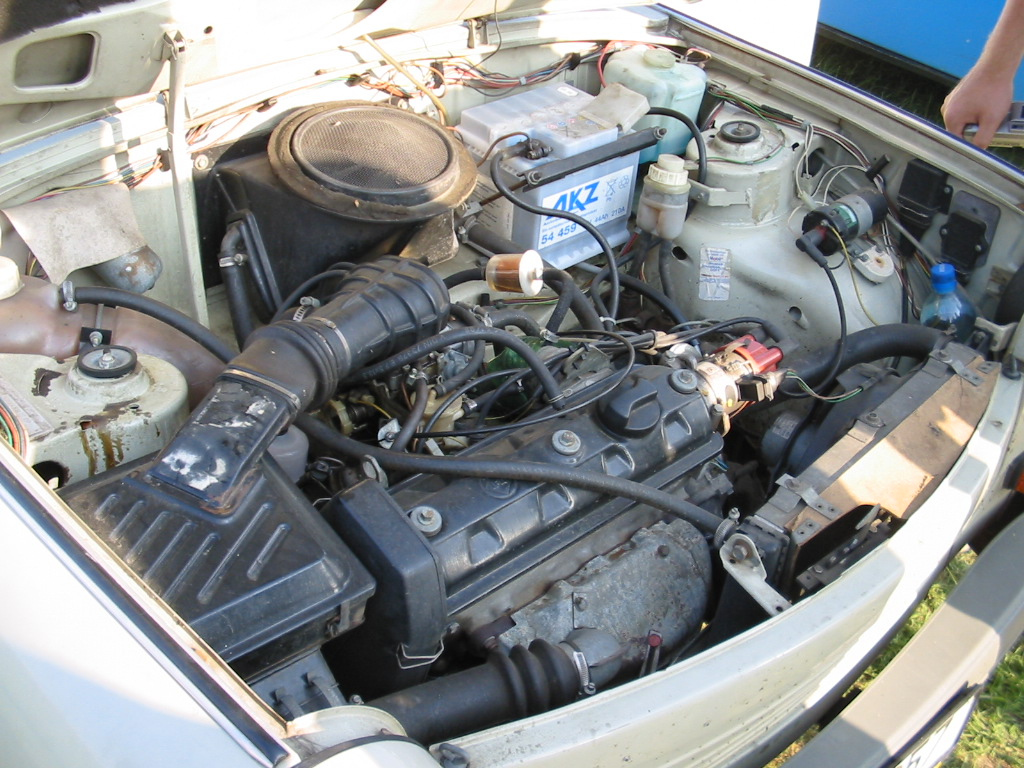
Čtyřdobý vodou chlazený motor Trabantu 1.1
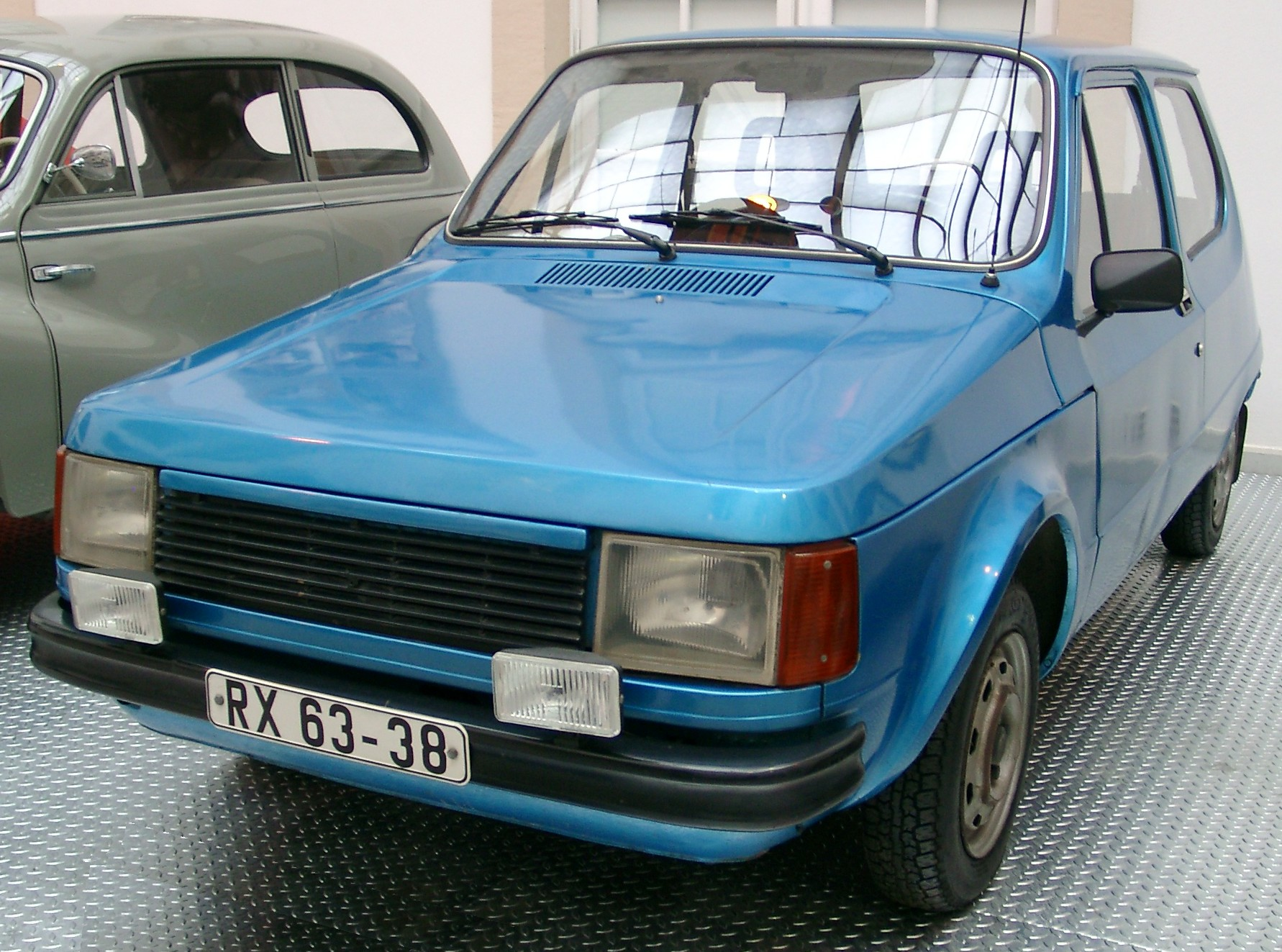
Prototyp Trabant 1100 (1979)
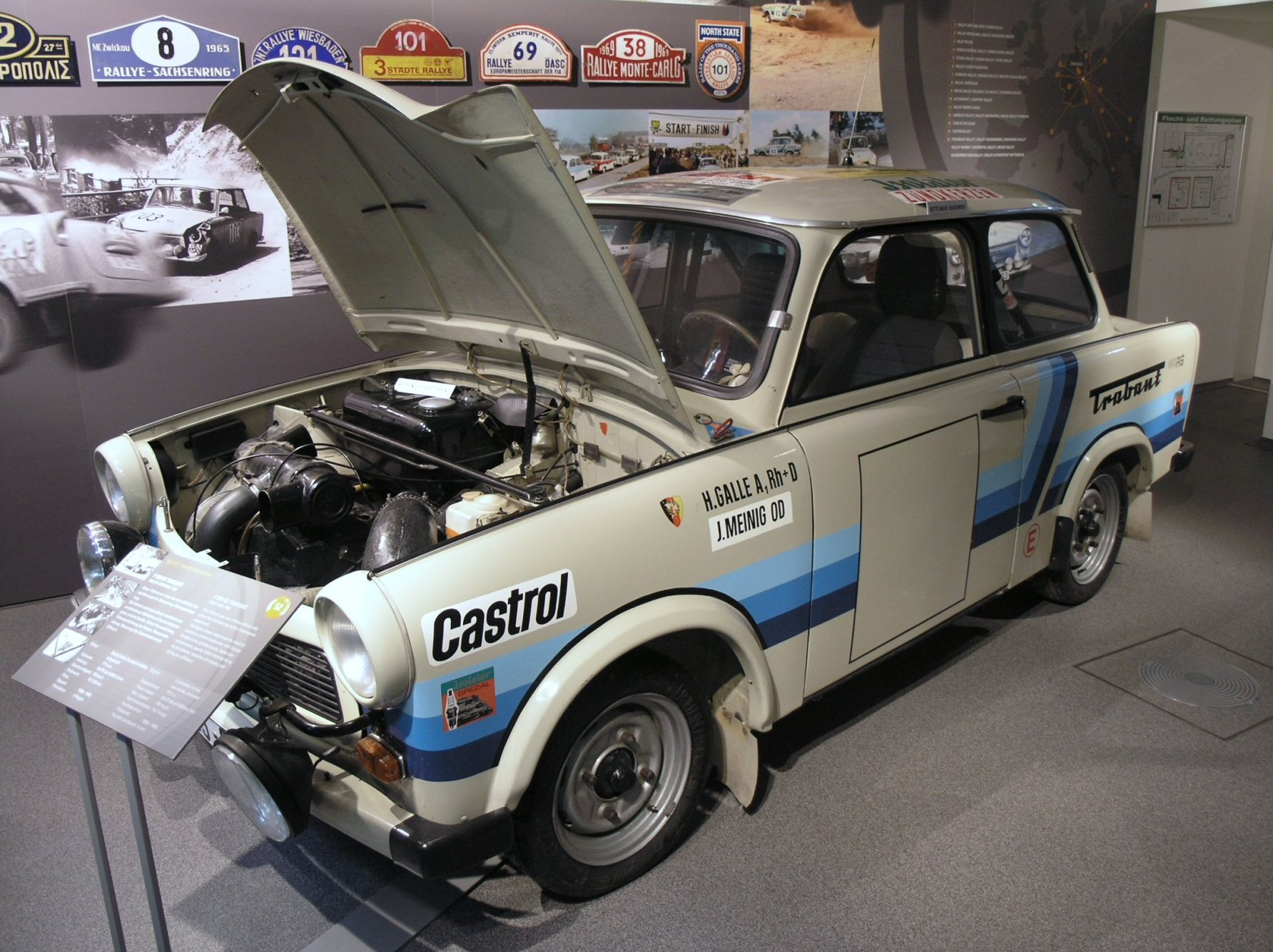
Zavodní Trabant P800 RS, v letech 1986-1988 vyrobeny tři kusy